# Carl Ballhaus
Carl Ballhaus  (4 de noviembre de 1905 – 30 de julio de 1968) fue un actor, director y guionista alemán.

## Biografía
Nacido en Mülheim an der Ruhr, Alemania, en 1923, tras su título de Abitur (formación de secundaria), empezó a estudiar filología y germanística. Además, en paralelo estudiaba actuación en la escuela del Deutsches Theater de Berlín, donde debutó con prqueños papeles. El director Erwin Piscator lo contrató en 1926 para actuar en su compañía en el Volksbühne de la capital, donde actuó bajo la dirección de varios directores de renombre hasta 1935.
Debó en el cine actuando con un pequeño papel en la película muda Ramper, der Tiermensch (1926). Posteriormente trabajó en algunos clásicos del cine como El ángel azul (1930). Ballhaus tenía una actividad política y sindical que restringió su trabajo como actor tras la llegada al poder del Nazismo. Durante la época nazi obtuvo únicamente pequeños papeles , tanto en producciones teatrales como cinematográficas.
Tras el final de la Segunda Guerra Mundial, Ballhaus asumió un puesto de dirección en la emisora de radio Münchener Rundfunk, trabajando también como director teatral en Coburgo, Düsseldorf, Heidelberg, Bamberg y Dresde entre 1946 y 1949. En Dresde fue nombrado director del Staatstheater, y en 1953 el director de la Deutsche Film AG, Martin Hellberg, le dio el puesto de ayudante de dirección en la película Der Ochse von Kulm. En 1956 debutó como director, rodando seis películas para la productora y actuando ocasionalmente en alguna cinta. Su película más conocida fue Der Teufelskreis (1956). 
Desde 1964 hasta su muerte fue director del Landestheater de Eisenach. Falleció en las cercanías de dicha ciudad en 1968, a causa de un accidente de circulación. Había estado casado con la bailarina Almut Dorowa. Fue padre del actor Christian Ballhaus, hermano del director y actor Oskar Ballhaus, y tío del camarógrafo Michael Ballhaus.

## Filmografía (selección)
- 1927 : Ramper, der Tiermensch (actor)
- 1928 : Der Alte Fritz – 2. Ausklang (actor)
- 1929 : Die Siebzehnjährigen (actor)
- 1929 : Frühlings Erwachen (actor)
- 1929 : Durchs Brandenburger Tor (actor)
- 1929 : Ins Blaue hinein (actor)
- 1930 : El ángel azul (actor)
- 1930 : Nur am Rhein (actor)
- 1930 : Revolte im Erziehungshaus (actor)
- 1930 : Väter und Söhne (actor)
- 1930 : Westfront 1918 (actor)
- 1930 : Ein Burschenlied aus Heidelberg (actor)
- 1930 : Scapa Flow (actor)
- 1930 : Menschen im Feuer (actor)
- 1931 : Yorck (actor)
- 1931 : M (actor)
- 1931 : Schatten der Unterwelt (actor)
- 1931 : Kinder vor Gericht (actor)
- 1931 : 1914, die letzten Tage vor dem Weltbrand (actor)
- 1931 : Kadetten (actor)
- 1931 : Ombres des bas fonds (actor)
- 1932 : An heiligen Wassern (actor)
- 1932 : Jonny stiehlt Europa (actor)
- 1932 : Strich durch die Rechnung (actor)
- 1932 : Unmögliche Liebe (actor)
- 1932 : Mensch ohne Namen (actor)
- 1933 : Anna und Elisabeth (actor)
- 1933 : Abel mit der Mundharmonika (actor)
- 1933 : Der Läufer von Marathon (actor)
- 1934 : In Sachen Timpe (actor)
- 1934 : Der Polizeibericht meldet (actor)
- 1938 : Einmal werd’ ich Dir gefallen (actor)
- 1939 : Der Feuerteufel (actor)
- 1941 : Venus vor Gericht (actor)
- 1952 : Geheimakten Solvay (actor)
- 1954 : Der Fall Dr. Wagner (ayudante de dirección)
- 1954 : Die Galerie der großen Detektive (serie TV), episodio Sherlock Holmes liegt im Sterben (actor)
- 1956 : Damals in Paris (actor, director y guionista)
- 1956 : Der Teufelskreis (director y guionista)
- 1958 : Nur eine Frau (director)
- 1958 : Ein Mädchen von 16 ½ (director y guionista)
- 1959 : SAS 181 antwortet nicht (actor y director)
- 1962 : Mord ohne Sühne (director)
- 1962 : Die schwarze Galeere (actor)
- 1964 : Viel Lärm um nichts (actor)

## Teatro (director)
- 1953 : Gotthold Ephraim Lessing: Minna von Barnhelm (Staatsschauspiel de Dresde)